# Васильєвка (Алтайський район)
Васи́льєвка (каз. Васильевка) — село у складі Алтайського району Східноказахстанської області Казахстану. Входить до складу Полянського сільського округу.
Населення — 161 особа (2021; 220 у 2009, 358 у 1999, 416 у 1989).
Національний склад станом на 1989 рік:
- росіяни — 100 %